# Кароліна Клюфт
Кароліна Клюфт  (швед. Carolina Klüft, 2 лютого 1983) — шведська легкоатлетка, олімпійська чемпіонка.

## Виступи на Олімпіадах
| Олімпіада  | Дисципліна        | Місце             |
| ---------- | ----------------- | ----------------- |
| Афіни 2004 | стрибки у довжину | 10                |
| Афіни 2004 | десятиборство     | 1                 |
| Пекін 2008 | стрибки у довжину | 9                 |
| Пекін 2008 | потрійний стрибок | 20 (кваліфікація) |